# Monopoly Party!
Monopoly Party! est un jeu vidéo de Monopoly développé par Runecraft et édité par Infogrames, sorti en 2002 sur GameCube, PlayStation 2 et Xbox.

## Accueil
- Jeux vidéo Magazine : 10/20[1]
- Jeuxvideo.com : 9/20[2]